# Filip Trpin
Filip Trpin, slovenski rimskokatoliški duhovnik in teolog, * 1603 ali 1604, Selca, † 23. junij 1683, Kranj.

## Življenje in delo
Filozofijo in teologijo je verjetno študiral v Gradcu. Dosegel je naslova magister filozofije in bakalaver filozofije. Posvečen je bil leta 1630.
Leta 1630 je bil kaplan na Ptuju. Leta 1633 je bil pomočnik župnika Ad. Presečnika v Gornjem Gradu. Od leta 1635 dalje je bil župnik prav tam in hkrati vzgojitelj in učitelj v Collegium Marianum. Po smernicah škofa Tomaža Hrena je izvajal rekatolizacijo vernikov in duhovnikov. Leta 1635 je miril uporne kmete. Od leta 1639 dalje je bil župnik-vikar v Kranju. Od leta 1643 dalje je bil župnik v Braslovčah in od leta 1647 dalje tudi dekan. Prizadeval si je faranom pojasniti, zakaj kužnih bolnikov ni dovoljeno prenašati in pokopavati pri župniji. Leta 1652 je bil vizitator Šmihela pri Pliberku. Od leta 1654 dalje je bil župnik v Šmartninu pri Kranju. Boril se je proti grešnemu in malomarnemu življenju. Škofu je dal podpisati svarilno pismo samemu sebi in ga na prižnici bral kot škofov opomin. Med letoma 1655 in 1676 je bil tudi generalni vikar ljubljanskih škofov O. Puechheima in J. Rabatte. Službe generalnega vikarja je bil razrešen na lastno prošnjo.
V Kranju je z veseljem sprejel kapucine. Leta 1640 je škof Mihael Kumar blagoslovil temeljni kamen za kapucinski samostan na mestu, kjer danes stoji hotel Creina. Trpin je bil s kapucini zelo povezan. Njihovi knjižnici je daroval veliko knjig. Tudi sam je veliko pisal. Valvasor ga je uvrstil med pomembne pisatelje na Kranjskem. Ima velike zasluge za slovenski jezik. Slovenski jezik je uvajal v javno cerkveno živlljenje. 
Zaradi lepega jezika v pridigah se ga je prijel nadimek »slovenski Cicero«. Zelo si je prizadeval, da je leta 1672 izšla Schönlebnova knjiga Evangelia inu listuvi. K delu je spodbudil tudi dva prevajalca, šmartinskega kaplana Adama Skalarja, ki je leta 1643 prevedel obsežen spis duhovne vsebine in Andreja Jankoviča, ki je leta 1659 prevedel Hojo za Kristusom Tomaža Kempčana.
Janez Trpin, župnik v Kranju, sicer pa Filipov nečak, mu je pri cerkvi ob Savi postavil lep nagrobnik, ki je danes vzidan v župnijski cerkvi v steno pod korom.